# Meloe aleuticus
Meloe aleuticus är en skalbaggsart som beskrevs av Borchmann 1942. Meloe aleuticus ingår i släktet Meloe och familjen oljebaggar. Inga underarter finns listade i Catalogue of Life.